# Жанки у част
Жанки у част су позоришне свечаности које се одржавају у спомен на легендарну српску глумицу Жанку Стокић, које се одржавају од 2001. године у Раброву, насељеном месту на територији општине Кучево.
Жанка је провела најраније детињство у овом селу и о којем је увек са љубављу причала. У оквиру манифестације, играју се представе наших најугледнијих позоришта, тако да Раброво тих дана представља својеврсну престоницу српског глумишта.
Организатор манифестације је удружење грађана „Жанки у част” које је допринело да позоришне свечаности прерасту у угледан фестивал глуме на коме се додељује признање плакета „Жанка Стокић”, награда за најбоље глумачко остварење, а по оцени Уметничког савета Фестивала.
Покровитељ позоришних свечаности „Жанки у част” је Општина Кучево.